# Sundsvalls teater

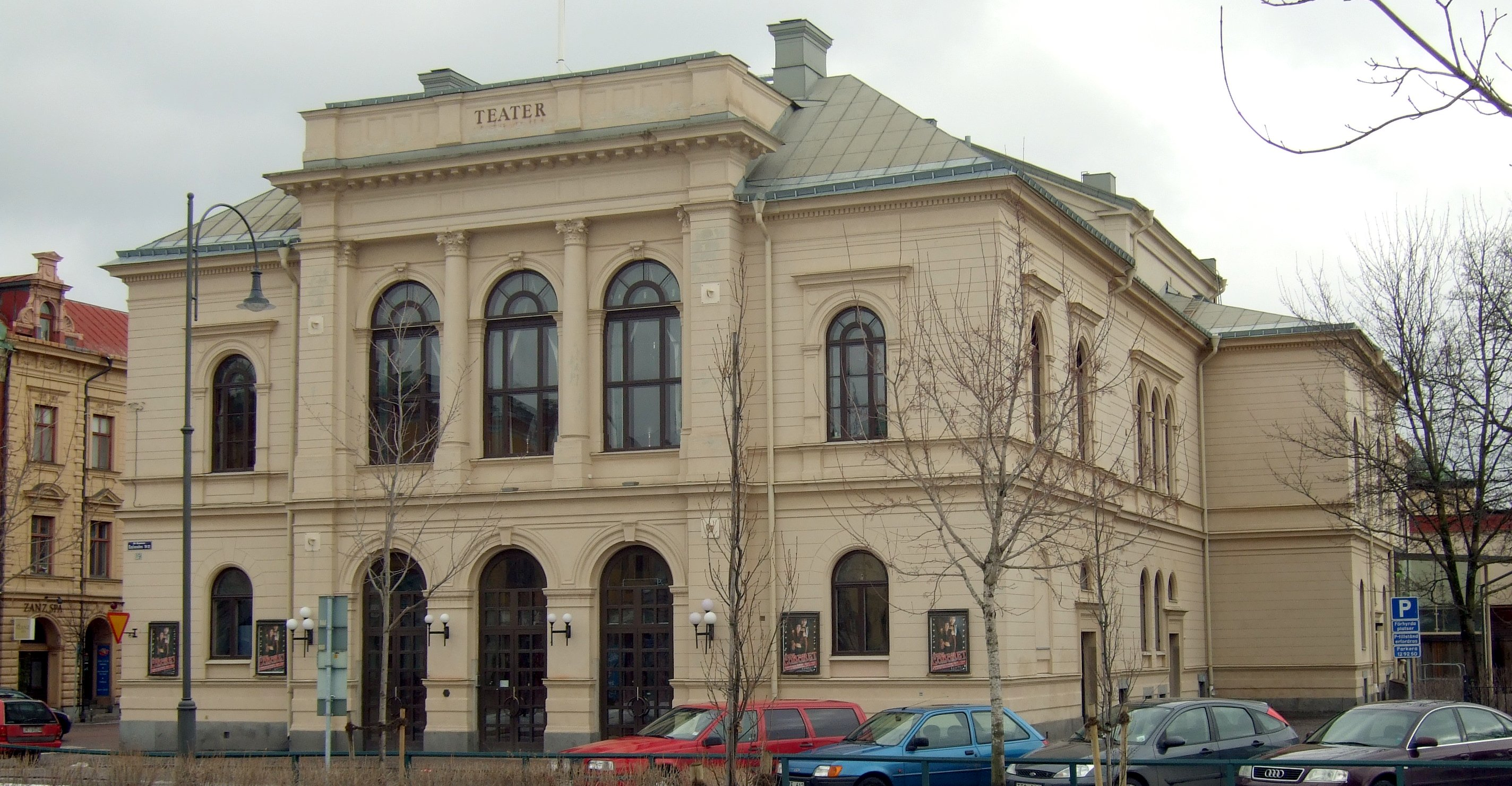
Sundsvalls teater

Sundsvalls teater uppfördes 1894 i nyrenässans efter ritningar av arkitekten Johan Erik Stenberg. Det är den nordligaste svenska teatern som är byggd i den stilen. Den ägs numera av Sundsvalls kommun och är byggnadsminne sedan 1974. Teatersalongen har plats för cirka 330 personer.